# 키리야 아오이
키리야 아오이(일본어: 霧矢 あおい)/마린은 아케이드 게임, 텔레비전 애니메이션 《아이 엠 스타!》의 등장인물.

## 소개
- 학년 - 고등부 2학년
- 생일 - 1월 31일
- 별자리 - 물병자리
- 혈액형 - A형
- 좋아하는 음식 - 샌드위치
- 싫어하는 음식 - 뜨거운 음식
- 특기 - 한 번 본 아이돌은 잊지 않는다.
- 키 - 157cm
- 이미지 컬러 -      파랑
- 타입 - 쿨
- 좋아하는 브랜드 - 퓨처링 걸
- 소속 그룹 - 솔레이유, STAR☆ANIS, 솔레이유&루미나스서브리더, Mia REGINA

## 개요
텔레비전 애니메이션 시즌 2까지는 주연, 파란색의 사이드 포니테일 머리가 특징이며, 연한 파란색 슈슈를 달고 있다. 눈동자의 색은 머리 색과 같은 파란색.

## 상세
이치고와의 소꿉친구이며, 장난이 아니야!/이건 레어야!가 말버릇. 아이돌 박사/아이돌 선생님이라 불리며 연예계 소식에 빠삭하며 아이돌 정보를 분석하는 것이 특기.
편입시험 때 필기시험에서 1등을 했으며 시온과 함께 못 말리는 형사 3의 주역으로 뽑혔지만 2기 때는 영화 못 말리는 경감의 여주인공으로 캐스팅이 되었다.
이치고, 란, 오토메, 유리카, 카에데, 키이/라임, 보라, 슈, 유리, 에이미, 연두, 시온과는 친구로 현재는 그룹과 솔로 가수를 병행하고 있다.

## 참여곡
※ 솔로로 불렀을 경우 굵게 표시.
- 「Signalize!」
- 「ダイヤモンドハッピー」 / 「다이아몬드 해피!」
- 「KIRA☆Power」 / 「STAR☆POWER」
- 「SHINING LINE」 / 「Shining Line」
- 「カレンダーガール」 / 「Calendar Girl」
- 「ヒラリ／ヒトリ／キラリ」 / 「드리밍 샤이닝 플라잉」
- 「オリジナルスター☆彡」 / 「오리지널 스타」
- 「Move on now!」 (9화)
- 「アイドル活動!」 / 「I am Star!」 (2, 4, 29, 44, 146화)
- 「Prism spiral」 (5, 7, 56, 71화)
- 「We Wish You a Merry Christmas AIKATSU Ver.」
- 「Trap of Love」 (15화)
- 「Growing for a dream」※18화, 23화는 한국판 한정.
- 「放課後ポニーテール」 / 「방과 후 포니테일」 (24화)
- 「G線上のShining Sky」 / 「G선상의 Shining Sky」 (27, 28화)
- 「Wake up my music」 (31화)
- 「fashion check!」
- 「Take Me Higher」 (33, 34, 35화)
- 「右回りwonderland」 / 「wonderland」
- 「ハッピィクレッシェンド」 / 「해피 크레셴도」 (73화, 극장판)
- 「Stranger alien」
- 「Good morning my dream」 (125화)